# 300854 Changyuin
300854 Changyuin è un asteroide della fascia principale. Scoperto nel 2007, presenta un'orbita caratterizzata da un semiasse maggiore pari a 3,1308403 au e da un'eccentricità di 0,0482469, inclinata di 7,93770° rispetto all'eclittica.
L'asteroide è dedicato all'omonimo astronomo cinese.